# Laurie Taylor
Laurie Taylor (ur. 10 lutego 1996 w Portsmouth) – brytyjski narciarz alpejski.

## Kariera
Po raz pierwszy na arenie międzynarodowej pojawił się 12 stycznia 2012 roku podczas zawodów juniorskich we włoskiej miejscowości Pila. Zajął wtedy w supergigancie 85. miejsce na 95 sklasyfikowanych zawodników. Debiut w Pucharze Świata zanotował 5 marca 2017 roku, kiedy to w Kranjskiej Gorze nie zdołał się zakwalifikować do drugiego przejazdu w slalomie. Pierwsze pucharowe punkty wywalczył 26 stycznia 2020 roku w Kitzbühel, gdzie zajął 24. miejsce w slalomie. Sezon 2019/2020 zakończył na 149. pozycji w klasyfikacji generalnej.
W lutym 2017 roku wziął udział na mistrzostwach świata w Sankt Moritz, zajmując 40. miejsce w gigancie i 33. w slalomie. Niecały miesiąc później uczestniczył w mistrzostwach świata juniorów w Åre, gdzie slalomu nie ukończył, natomiast w gigancie uplasował się na 19. pozycji. Wystartował w slalomie na igrzyskach olimpijskich w Pjongczangu w 2018 roku, zajmując 26. lokatę.

## Osiągnięcia

### Igrzyska olimpijskie
| Miejsce | Dzień     | Rok  | Miejscowość | Konkurencja | Czas biegu | Strata | Zwycięzca    |
| ------- | --------- | ---- | ----------- | ----------- | ---------- | ------ | ------------ |
| 26.     | 22 lutego | 2018 | Pjongczang  | Slalom      | 1:38,99    | +4,42  | André Myhrer |

### Mistrzostwa świata
| Miejsce | Dzień     | Rok  | Miejscowość  | Konkurencja      | Czas biegu | Strata | Zwycięzca       |
| ------- | --------- | ---- | ------------ | ---------------- | ---------- | ------ | --------------- |
| 40.     | 17 lutego | 2017 | Sankt Moritz | Gigant           | 2:13,31    | +8,72  | Marcel Hirscher |
| 33.     | 19 lutego | 2017 | Sankt Moritz | Slalom           | 1:34,75    | +5,24  | Marcel Hirscher |
| 9.      | 12 lutego | 2019 | Åre          | Zawody drużynowe | –          | –      | Szwajcaria      |
| DNF1    | 17 lutego | 2019 | Åre          | Slalom           | 2:05,86    | -      | Marcel Hirscher |

### Mistrzostwa świata juniorów
| Miejsce | Dzień    | Rok  | Miejscowość | Konkurencja | Czas biegu | Strata | Zwycięzca     |
| ------- | -------- | ---- | ----------- | ----------- | ---------- | ------ | ------------- |
| 19.     | 13 marca | 2017 | Åre         | Gigant      | 2:25,23    | +3,23  | Loïc Meillard |
| DNF2    | 14 marca | 2017 | Åre         | Slalom      | 1:37,64    | -      | Adrian Pertl  |

### Puchar Świata

#### Miejsca w klasyfikacji generalnej
- sezon 2016/2017: -
- sezon 2017/2018: -
- sezon 2018/2019: -
- sezon 2019/2020: 149.
- sezon 2020/2021:

#### Miejsca na podium w zawodach
Taylor nigdy nie stanął na podium zawodów PŚ.